# Суреш Гопі
Суреш Гопі (*സുരേഷ് ഗോപി; нар. 25 червня 1959, Коллам, штат Керала, Індія) — індійський актор Моллівуду, співак, телеведучий та політик. Зіграв більші ніж 200 фільмах.

## Життєпис
Народився у родині, пов'язаній з кінематографом. Старший син К. Гопінатхана Піллаї, дистриб'ютора фільмів, та Гнаналакшмі Амми. Закінчив християнську середню школу. Потім закінчив Національний коледж Фатіми Мата зі ступенем магістра з англійської літератури.
У 1965 році вперше зіграв у кінематографі — стрічці «Odayil Ninnu». Втім, не здобувши значного успіху, став займатися викладацькою роботою. Лише у середині 1980-х років знову починає зніматися. Першим таким фільмом був «Т. П. Балагопалан М. А.» 1986 року. Спочатку знімався у другорядних ролях — негативних персонажів або комічних осіб. У 1988 році знявся у фільмах мовами гінді/каннада та телугу — «Нью-Делі» та «Antima Theerpu» відповідно. У 1990 році одружився з Раднікі Наїр, з якою має 5 дітей.
Лише з ролі у кінострічці «Thalastaanam» 1992 року починається слава Суреша Гопі. після цього йдуть успішні фільми «Ekalavyan» і «Мафія» у 1993 році, «Комісар» 1994 року. Тут він віднайшов свій типаж — суворого та чесного і справедливого поліцейського. Ще у 1991 році вперше з'являється у фільмі мовою тамілі «Karpoora Mullai».
Характерні ролі у фільмах «Paithrukam» «Вишуканий замок», «Самухам», «Сіндука Рекха» 1990-х років, насамперед лише зміцнили його славу як актора. Втім, значна частина фільмів У доробку Гопі залишалися поліцейськими драмами.
У 1997 році переміг у номінацій краща чоловіча роль у двох кінопреміях — Національній кінопремії Індії та кінопремії штату Керала (за роль у фільмі «Kaliyattam»). Це сприяло новому піднесенню Суреша Гопі. 1998 року став відомий як співак з піснею «Pranayavarnangal», пісенна кар'єра після цього набрала оберти.
В них, а також бойовиках та трилерах іншого типу Суреш продовжує зніматися у 2000—2017 роках. У 2001 році отримує головну роль у тамілімовному фільмі «Dheena». З 2012 року став ведучим телепрограми «Ningalkkum Aakaam Kodeeshwaran» каналу «Азіанет» (на кшталт Хто бажає стати мільйонером?). У 2014 році його номіновано до кінопремії Filmfare Awards за роль у фільмі «Apothecary».
Також у цей час займається соціальною та політичною діяльністю, ставши членом Бхаратія джаната парті. У 2016 році увійшов до верхньої палати індійського парламенту Радж'я Сабха, ставши її першим представником партії від штату Керала.

## Родина
Дружина — Радніка Наїр.
Діти:
- Лакшмі, загинула в аварії в 11 років
- Гокул
- Бгавна
- Бгаг'я
- Мадхав, у 2016 році дебютував у кіно